# Политическое поведение
Политическое поведение — совокупность действий отдельных факторов, групп и обществ в сфере политики, воздействующих каким-либо образом на функционирование политической системы или поддерживающих его.
Данное явление включает в себя различные формы проявления активности людей, начиная от полного неприятия политики, абсентеизма и заканчивая активным участием в ней с помощью широкого спектра методов.
Политическое поведение, его модель, зависит от множества факторов, как внутренних, так и внешних. Его могут порождать как спонтанные бессознательные мотивы (например, действия толпы), так и абсолютно конкретные идеологические установки и мотивы.
Основы изучения данного аспекта политологии были заложены учёными-представителями Чикагской социологической школы в XX веке. Именно в этот период набирало свою популярность позитивистское мировоззрение, поэтому для исследователей политической сферы общества стали актуальными такие понятия как политическая активность, действия людей, которые являются компонентами политического поведения.

## История изучения
Понять мотивы политического поведения людей учёные пытались и в XIX веке. В частности, попытку социологического анализа политического поведения предпринял Карл Маркс, разрабатывая классовую теорию. Согласно ей интересы и предрасположенности человека в политике зависят от общественного класса, к которому он принадлежит. В дальнейшем эта традиция социологического подхода к изучению политических действий (бездействия), при которой исследуемые индивиды дифференцируются по определённому признаку в ходе исследований, получила своё развитие в работах других исследователей.

### Становление подхода к изучению политического поведения
Политическим поведением и действиями людей учёные заинтересовались относительно недавно. Стремившиеся сделать политологию действительно полноценной наукой, лишённой оценочных суждений и опирающейся на эмпирический материал, учёные из Чикагской школы социологии и политологии именно по этой причине выбрали объектом своих изысканий конкретные действия людей, у которых есть определённые механизмы, мотивы, цели и другие конкретные характеристики.
Одним из первых шагов в формировании эмпирической базы политологических исследований стало исследование Мерриама и Госнелла, которые попытались на основе данных опроса избирателей построить модели их поведения.
Немалую роль в первых исследованиях политического поведения сыграло и исследование влияния агитации на поведение избирателей Гарольда Госснела. Таким образом, уже в начале XX века сложился академический подход к изучению политического поведения, в рамках которых исследователей интересуют  мотивация, цели, внешние факторы, и другие элементы, непосредственно определяющие и влияющие на него.

### История концепций политического поведения
Автором одной из первых полноценных теорий политического поведения стал Гарольд Лэссуэлл. Данная теория носит название психоаналитической, и некоторые её положения актуальны и в современной политологии. Исследователь отдал предпочтение изучению политического поведения как части общего поведения человека, поэтому выведенные им принципы соотносятся с общей психоаналитической концепцией. Он полагал, что то или иное поведение акторов в большой степени детерминируется их личным, биографическим опытом. Кроме того, как и в любых других поступках людей, в их политических действиях немаловажную роль играет спонтанность, подсознательные мотивы и просто случайности. Порой человек не отдаёт себе отчёт в собственных действиях (проблема поведения человека в толпе), поэтому можно говорить о периодической иррациональности тех или иных политических поступков.

### Модели политического поведения
Историческое развитие технологий приводило и к трансформации восприятия учёными политического поведения. Это способствовало и появлению различных моделей политического поведения.

#### Социологическая модель
Рост доступности массовых социологических опросов стал причиной разработки социологической модели. В ней нашли своё отражение в том числе и идеи Маркса, т.к. он говорил о детерминированности политических действий людей их классовой принадлежностью. Действительно, такими учёными, как Зигфрид, Лазарсфельд было обнаружено влияние социального положения человека на его поведение в политической сфере.
В рамках этой парадигмы учёные в основном изучали электоральный вопрос, поэтому их модель отражала электоральное поведение. Они выделили ряд факторов, используемых и при социальной стратификации, влияющих на него. Во-первых, Лазарсфельд подтвердил марксовскую теорию о взаимосвязи классовой принадлежности и политического поведения. Во-вторых, было установлено, что на него воздействует вероисповедание человека. В-третьих, не последнюю роль играет этническая принадлежность человека. В-четвёртых, уровень образования также меняет электоральное поведение акторов.
Однако в ходе дальнейших исследований в этой области выяснилось, что та или иная направленность политического поведения далеко не всегда и далеко не полностью определяется социальной принадлежностью индивидов.

#### Социально-психологическая модель
Не лишённая своих минусов, в середине XX века активно разрабатывалась социально-психологическая модель политической активности. Исследователи выяснили, что далеко не всегда поведение людей объясняется их социальным положением. Фокус внимания сместился на эмоциональное отношение человека к тем или иным партиям. Кроме того, было установлено, что в странах, подобных США, где существует всего несколько крупных партий, проявляется влияние практически наследственной психологической установки на голосование за ту или иную партию.
В этом направлении работали в основном американские политологи, представители мичиганской школы. Так, обобщая данные Конверса, Кемпбелла и других, можно сделать вывод о том, что была установлена первостепенность психологической установки у многих избирателей, определявшей их партийные предпочтения. Однако такой подход может применяться только к системам с двумя-тремя партиями (яркий пример – республиканцы и демократы в США), так как с увеличением их числа психологический фактор политического поведения теряет свою значимость, хотя и продолжает оказывать определённое влияние.

#### Рациональная модель
Одной из наиболее спорных и вместе с тем популярных является модель рационального выбора, появившаяся в те же годы, что и социально-психологическая. В рамках данной модели политического поведения признаётся, что человек есть рациональный актор политического процесса, поведение которого определяется вполне конкретными целями и мотивами, который всегда стремится к достижению выгоды от политического участия. К рациональным моделям электорального поведения относится ретроспективное голосование, связывающее решение избирателей на выборах с их оценкой своего благосостояния при инкумбенте или его результатов деятельности.
Данная модель регулярно сталкивается с критикой, так как многие политологи и иные социальные исследователи признают, что очень небольшое число людей соответствуют подобной идеальной модели. Большинство же просто не обладает нужным уровнем политической культуры, чтобы действовать рационально.

#### Иные модели
Помимо трёх основных, существовал ещё ряд авторских моделей политического поведения, которые имели как схожие черты с какими-либо из трёх основных, так и характерные. Например, Б. Ньюмэн разработал «прогностическую» или «предсказывающую» модель, в основе которой лежит тезис о том, что люди ведут себя определённым образом, голосуют за тех или иных кандидатов, опираясь на ожидание того, что в будущем тот или иной кандидат будет осуществлять действия в их интересах. То есть на первое место исследователь выдвинул фактор политических ожиданий. Однако в целом данный подход, если разбирать его более подробно, представляет собой собирательную теорию из названных выше.
Кроме того, во второй половине XX в. начала развиваться «контекстуальная» модель. В рамках этого подхода первостепенная роль отводится таким факторам, как окружение человека, информационное поле вокруг него. Таким образом, субъект политической активности в данном случае детерминирован теми отношениями, которые у него складываются с окружающими, той информацией, которую он получает извне и генерирует внутри своего окружения, общим социальным контекстом его эпохи.

#### Когнитивно-информационная модель
В конце XX века ряд политических исследователей разработали новую модель политического поведения, которая используется и по сей день. Её сущность заключается в том, что поведение индивида признаётся детерминированным не только внешней информацией, окружением, но и тем, как он осмысляет полученные данные, эмоционально реагирует на них и на основе этого формирует определённые выводы. Кроме того, признаётся вариативность политических действий индивида в различной социальной обстановке.

## Классификация политического поведения
Выделять виды политического поведения факторов можно на основе различных признаков. Кроме того, существует множество классификаций, предложенных теми или иными учёными.

#### Классификация Милбрайта
Американский обществовед разделял политическое поведение на конвенциональное и неконвенциональное. Первое представляет собой любые законные способы участия людей и групп в политической жизни. Вторые, в свою очередь, предполагают несанкционированность действий, часто связаны с незаконным, противоречащим общественным нормам, поведением.

### По количеству субъектов
По данному признаку выделяется индивидуальное, групповое и массовое поведение.
Индивидуальное политическое поведение — это совокупность действий отдельного человека как самостоятельного актора политического процесса. Сюда относится явка или неявка на выборы, одиночные обращения и пикеты и др.
Групповое политическое поведение предполагает действия определённых социальных групп или организаций на политическом поле.
Массовое поведение характеризуется стихийностью, лёгкой эмоциональной заражаемостью, часто оказывает наибольшее влияние на политическую систему.

### По способу организации
Политическое поведение не обязательно выражено в последовательной активности или неактивности политических акторов, поэтому выделяют организованное и стихийное поведение.
Организованное политическое поведение – это действия людей и групп, регулируемые различными нормами, имеющие чёткие мотивы и цели, часто распределённые по ролям. Ярким примером организованного политического поведения является работа общественных организаций, партий.
Стихийное поведение – это действия отдельных людей и групп, часто совершаемые эмоционально, а не рационально, без спланированного сценария и регулирующих норм.

### По форме эмоционального отношения акторов к политике
Политическое поведение человека во многом определяется его психологией, политическим мировоззрением, отношением к тем или иным фактам политической сферы общества.
Конформное поведение. Основанное на конформизме, такое поведение часто не выражает индивидуальных мотивов человека, оно диктуется общественными нормами, общепринятыми ценностями.
Нонконформистское поведение. Оно является альтернативой предыдущему и выражается в виде артикуляции нетипичных для того или иного общества идей, непринятии существующего режима, противодействии ему различными способами.
Протестное поведение. Это крайняя форма нонконформизма, проявляющаяся в активном выступлении людей и групп против существующего строя, проявляется в форме митингов, шествий, пикетов и др.

## Формы политического поведения
Двумя наиболее фундаментальными формами политического поведения является политическое участие и политический нигилизм. Первое может проявляться в различных видах и выражается в конкретных действиях акторов политического процесса. Апатичное поведение или нигилизм, напротив, характеризуется неучастием в политике, игнорированием данной сферы общественной жизни.
Самым распространённым видом политического нигилизма является абсентеизм — неучастие в выборах. На его популярность среди граждан оказывает влияние ряд факторов: доверие к существующей политической системе, уровень политической культуры, легальность процедуры выборов и др. Пассивность в политической сфере широких народных масс объясняется, по мнению ряда учёных, кризисом легитимности политических элит, приводящим к кризису демократии, о котором также пишут ряд исследователей. Утрата доверия к политическим институтам, снижение эффективности деятельности политической системы, социально-экономические проблемы, которые поглощают внимание граждан и заставляют их переместить фокус с политики на решение насущных бытовых проблем — всё это способно привести к пассивному политическому поведению.

## Факторы политического поведения
Помимо внутриличностных причин и детерминант, связанных с психологией и мировоззрением индивидов и групп, существует также множество внешних, наиболее глобальных факторов, влияющих на поведение целых народов. К ним относится исторически сложившаяся форма государства, политический режим и даже характер территории.

### Внешние факторы
Наиболее ярко на поведение целых обществ влияет именно политический режим. Характерные черты тоталитаризма или демократии существенным образом определяют общую направленность политической активности граждан. Так, тоталитарные и авторитарные режимы способствуют формированию конформного поведения в его разных вариациях. В первом случае, несмотря на вовлечённость граждан в политику, их мобилизацию, политическая активность чётко регламентируется государством и может осуществляться только при полной лояльности существующему строю. При авторитаризме же политическая активность подавляется вовсе, поведение людей в политике пассивно, так как это — характерная особенность подобных режимов.
Кроме того, всплеск политической активности всегда происходит при смене политических режимов. Так, при падении автократий наблюдается значительное увеличение популярности агрессивных и спонтанных политических акций, которые ранее сдерживались авторитарным режимом, подавлялись.
Большую роль в характере политического поведения играет также правовая система государства. Так, грамотно составленное законодательство, основанное на чётких принципах и правилах, грамотно распределяющее свободы и запреты, обязанности и права, способствует соблюдению этих законов, то есть здесь можно говорить о таком виде политического поведения, как легальное. С другой стороны, если правовые нормы носят антигражданский характер, направлены на ограничение гражданских свобод, а также если они несистематизированы, неструктурированны, тем больше вероятность неправомерного поведения. Кроме того, в условиях несовершенной правовой системы также возможно усиление влияния на политическое поведение не нормативных факторов, а иных, порой негативных.
Территориальные особенности той местности, которую населяет то или иное общество, влияют на политическое поведение постольку, поскольку участвуют в формировании наиболее базовых ориентаций политической культуры (которая также является фактором политического поведения). Так, ряд учёных полагают, что постольку, поскольку обширность территории страны (как в случае России) может способствовать развитию этатистской модели политической культуры, так как государственная власть в данном случае является самым главным гарантом единства страны, что, в свою очередь, располагает граждан к конформному поведению, выражению лояльности власти. Кроме того, существует такая концепция общественно-политической мысли, как географический детерминизм. Его важнейший основоположник, Шарль Монтескьё, прямо высказывал мысль о том, что поведение граждан северных стран более сдержанно и организованно, по большей части они соблюдают законы, проявляют заинтересованность, активны в вопросах управления государством, склонны к самоорганизации, в то время как южные народы из-за тёплого климата склонны к излишней расслабленности и пассивности, кроме того способны на неправомерное поведение, поэтому нуждаются в диктатуре, которая бы обеспечила должное поведение граждан.

### Внутренние факторы
На политическое поведение в конкретных ситуациях сильное влияние оказывают внутриличностные установки и мотивы акторов. Так, одним из важнейших факторов политического поведения являются потребности человека. Во-первых, неудовлетворённость базовых потребностей может вызывать недовольство проводимой государством экономической или социальной политикой, что может приводить к оппозиционному политическому поведению, протестной форме активности. Кроме того, к той или иной форме политической активности располагает и желание индивида удовлетворить социальные и престижные потребности. В данном случае следует говорить о таких формах активности как членство в политических партиях, борьба за власть или более систематическая оппозиционная деятельность. Поведение, направленное на захват политической власти, также может быть обусловлено и такими потребностями, как нужда в свободе и независимости, желание утвердиться как личность, получить определённый социальный статус и доступ к тем или иным ресурсам.
Важнейшей детерминантой политической активности является отношение человека к политике действующей власти. Так, если он не согласен с выбранным курсом, идеологией, если правительственные меры негативно сказываются на его благосостоянии, то повышается склонность к протестному или, по крайней мере, нонконформистскому поведению. Протестное поведение также детерминируется противоречием социальных ожиданий индивида или группы и их реального состояния. Чувствующий социальную неудовлетворённость актор займёт более оппозиционную позицию по сравнению с благополучным.